# Джузеппе ді Капуа
Джузеппе ді Капуа (італ. Giuseppe Di Capua, 15 березня 1958) — італійський академічний веслувальник.
Олімпійський чемпіон 1984, 1988 років у складі розпашної двійки зі стерновим, срібний призер 1992 року в складі розпашної двійки зі стерновим, учасник 1980 року.